# کوشک باقری
کوشک باقری، روستایی از توابع بخش جره و بالاده شهرستان کازرون در استان فارس ایران است.
از این روستا بابک جوکار در برنامه استعداد یابی عصر جدید شرکت و با استقبال داوران مواجه شد..

## جمعیت
این روستا در دهستان فامور قرار دارد و براساس سرشماری مرکز آمار ایران در سال ۱۳۸۵، جمعیت آن ۱۹۸ نفر (۳۶خانوار) بوده‌است.